# Les Enfants endormis
Les Enfants endormis est le premier roman d'Anthony Passeron.
Il a été publié par les éditions Globe en 2022, et en 2024, il atteint un total de 40 000 ventes. Il est adapté en poche aux éditions Le Livre de Poche en mars 2024,.
Le livre raconte deux histoires en parallèle, l'apparition et la lutte contre le VIH dans les hôpitaux français entre 1981 et 2008 et l'histoire d'une famille de commerçants de province confrontée au déni, au silence et au poids du regard social. Il commence à rédiger ce livre en 2017 alors qu'il est enseignant dans un lycée et déclare avoir pensé à ses élèves : il s'est documenté et a décrit avec précision l’avancée de la recherche scientifique,,,.
Traduit en une dizaine de langues à travers le monde, il a remporté une quinzaine de prix littéraires dont le Prix Wepler 2022 et le Prix Première RTBF 2023,.

## Résumé
Le livre est divisé en deux parties: chaque chapitre pair est centré sur le passé familial de l'auteur, raconté 40 ans après la mort de son oncle Désiré, tandis que les chapitres impairs se concentrent sur l'avancée des recherches sur le SIDA.

### Histoire familiale
Le récit s'ouvre sur la famille de l'auteur, plus particulièrement son oncle Désiré, un jeune homme charismatique et admiré au sein de sa communauté. Au fil du temps, à la suite d'un voyage à Amsterdam et de mauvaises rencontres, Désiré sombre dans l'addiction à l'héroïne, ce qui provoque un choc dans la famille.
La famille vit un drame progressif, ponctué par des efforts désespérés pour le sauver. Ce combat est non seulement dirigé contre la drogue, mais aussi contre le regard des autres et le poids des apparences dans une petite communauté rurale. Lorsque Désiré contracte le VIH par le biais de l'usage de seringues contaminées, c’est une nouvelle épreuve pour la famille. La maladie fait irruption dans leur quotidien, brisant leurs certitudes et forçant chacun à faire face à une réalité tragique qu’ils ne peuvent plus dissimuler. La souffrance, la honte et le déni sont omniprésents. À travers les yeux de l'auteur, on observe la fragilité des liens familiaux mais aussi leur force dans l'adversité.
Le drame prend une nouvelle dimension avec la naissance de la fille de Désiré, Émilie. Transmise par sa mère au cours de la grossesse, la maladie frappe de plein fouet cette enfant innocente. Après le décès de ses deux parents, la jeune fille n'est entourée que par sa famille et doit faire face à ce fléau. Contrairement à Désiré, qui est le centre du déni familial, Émilie devient le symbole de l'injustice de la maladie. Sa présence réveille chez les membres de la famille une prise de conscience brutale: le SIDA n'est plus un mal lointain, il est là, présent dans le corps d'un enfant innocent. Sa maladie agit comme un catalyseur, forçant la famille à sortir de son mutisme et à affronter l'ampleur du drame une seconde fois depuis la mort de Désiré.

### Recherches sur le SIDA
Parallèlement à ce drame familial, Anthony Passeron adopte une perspective plus large, en retraçant l'histoire de la recherche scientifique sur le SIDA. Ces chapitres relatent les premières apparitions de la maladie au début des années 1980, notamment à travers la mystérieuse "pneumocystose" détectée aux États-Unis. Les médecins identifient peu à peu le lien avec la communauté homosexuelle, mais réalisent ensuite que d'autres groupes, comme les héroïnomanes et les personnes transfusées, sont également touchés.
L'auteur met en lumière les tâtonnements des équipes médicales, les rivalités entre chercheurs français et américains, ainsi que les avancées vers la découverte du VIH en 1983, suivie de la mise au point de la trithérapie dans les années 1990. Il rend hommage au travail des chercheurs français, parfois marginalisés par rapport à leurs homologues américains plus influents. Cette partie du récit met en évidence l'urgence, la complexité et l'âpreté de la lutte contre le SIDA, un ennemi invisible et redoutable. Chaque avancée semble minuscule face à l'ampleur et l'urgence du problème, mais les chercheurs français ne perdent pas espoir.

Les Enfants endormis est ainsi un roman double: une fresque familiale sur le drame de l'addiction et de la maladie, et une plongée dans l’histoire collective de la recherche médicale,.

## Lauréat
- Prix Première Plume 2022[16]
- Prix Wepler Fondation La Poste 2022
- Prix Culture et Bibliothèque pour tous 2023
- Prix des lectrices et des lecteurs des bibliothèques de la Ville de Paris 2023[17]
- Prix des Lycéens de Sceaux 2023[18]
- Prix du premier roman de la ville de Limoges 2023[19]
- Prix Première RTBF 2023
- Prix du roman Coiffard 2023[19]
- Prix Summer 2023[20]
- Prix Un livre ou verre 2023[19]
- Prix des Lecteurs 2024
- Prix PartagES 2025

## Finaliste
- Prix de Flore 2022[21]
- Prix Médicis essai 2022 [22]
- Prix du Roman Fnac 2022[23]
- Prix du Livre Inter 2023[24]
- Prix des Libraires 2023[19]